# 太和土家族乡
太和土家族乡是中华人民共和国重庆市奉节县下辖的一个民族乡。

## 行政区划
太和土家族乡下辖以下村级行政区划单位：
太和村、太平村、高桥村、尖山村、良家村、石板村、石盘村和金子村。